# Undaria pinnatifida
Undaria pinnatifida, in Japan auch Wakame genannt, ist eine marine Braunalgenart aus der Ordnung der Laminariales. In Japan und Korea wird sie als Lebensmittel geschätzt. Ursprünglich heimisch an den Küsten Ostasiens, ist sie als eingeführte und invasive Art inzwischen in vielen Meeren verbreitet. 

## Beschreibung

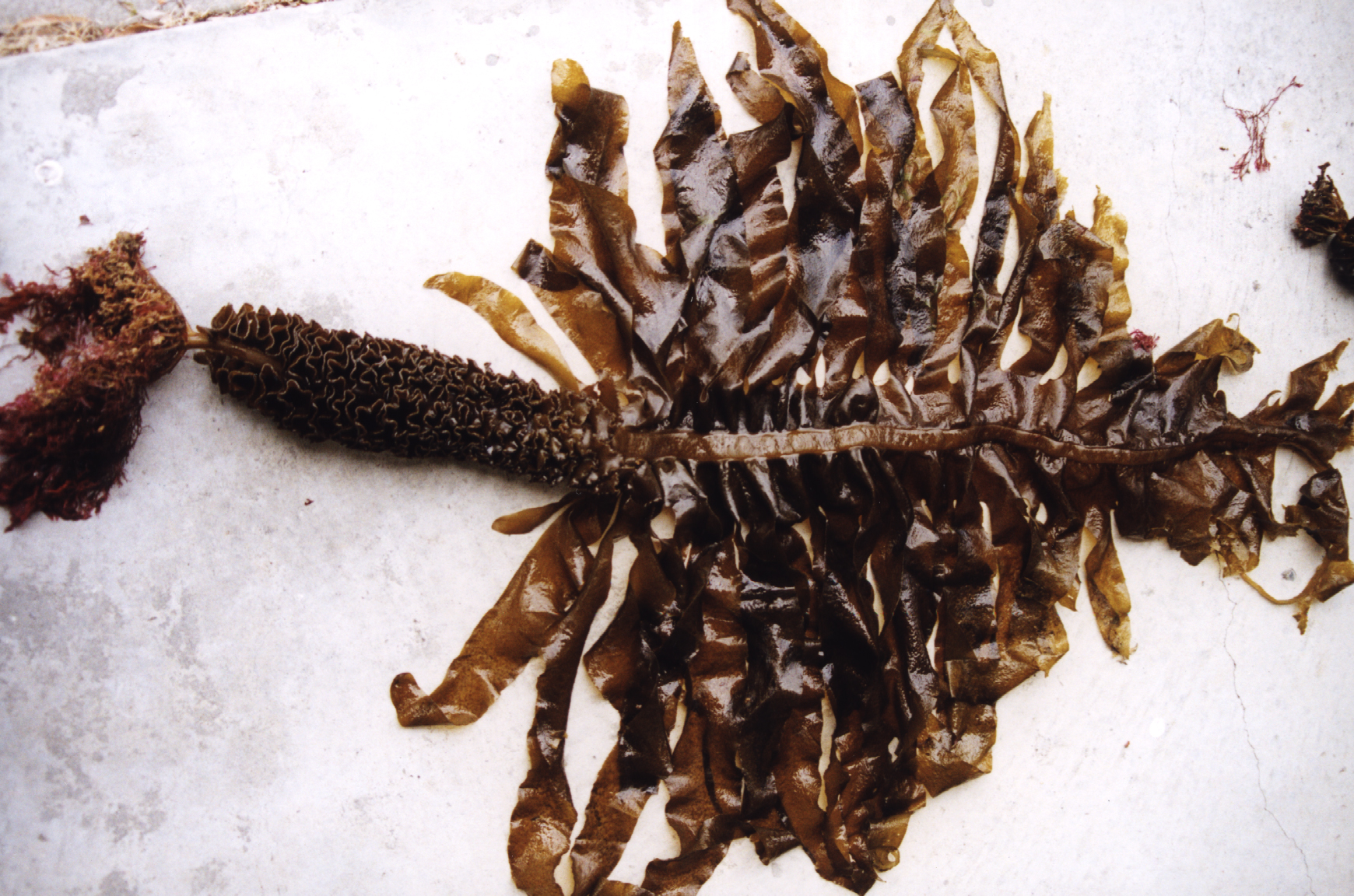

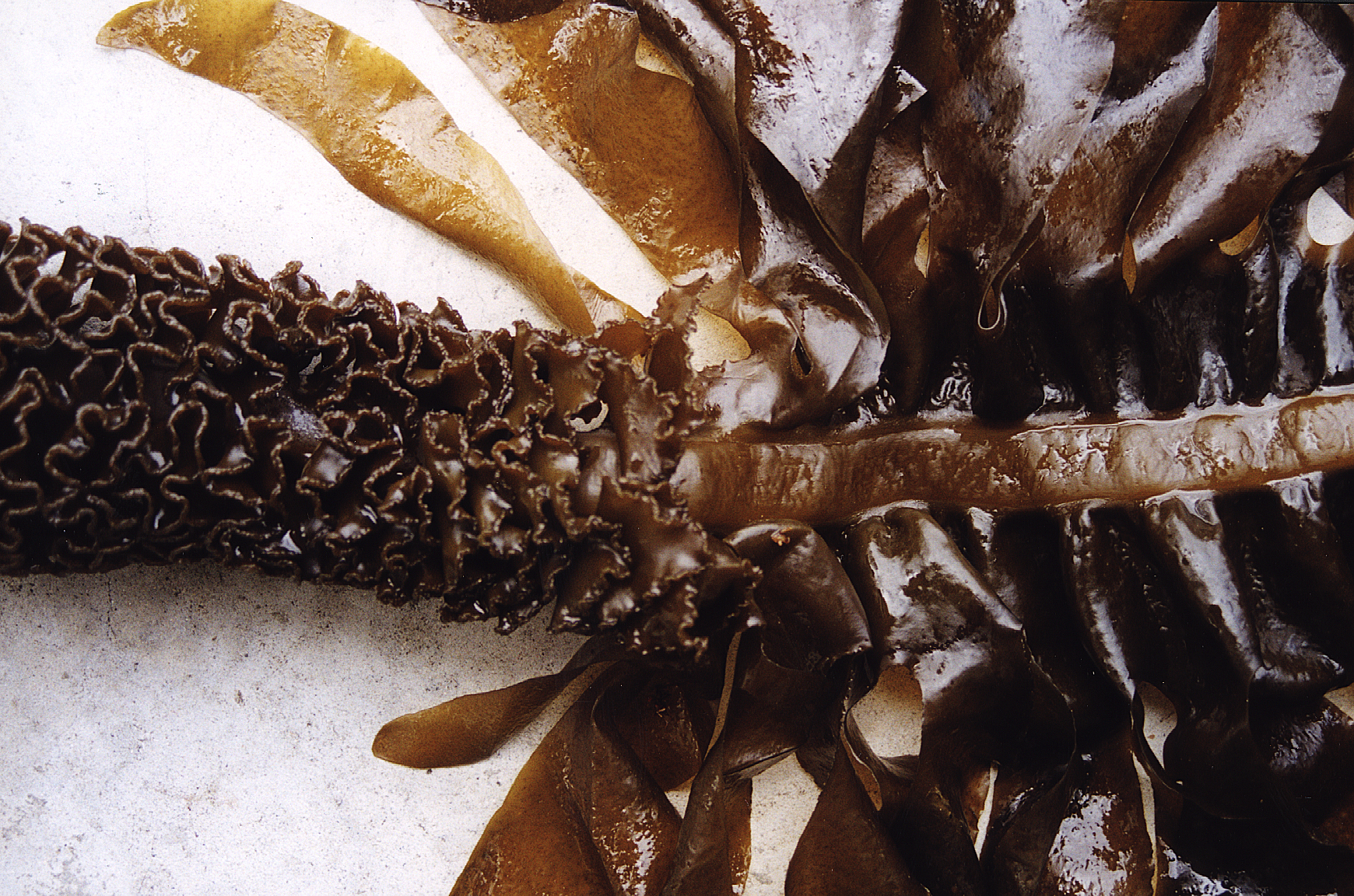
Oberer Teil des Stiels und abgeflachte Mittelrippe

Der Sporophyt der Undaria pinnatifida ist ein großer, gelblicher bis brauner Seetang, dessen Thallus ein bis zwei (selten drei) Meter Länge erreicht. Am Untergrund ist er mit einem wurzelartigen Haftorgan (Rhizoid) befestigt, welches gabelig verzweigt und klauenartig ist. Das ruderförmige, stielartige Cauloid ist abgeflacht und besitzt einen unregelmäßigen Rand, der an ein Spiegelei erinnert. Daran entspringen kleine Auswüchse und im unteren Teil zwei lappige, zur Reifezeit rüschenartig geschlängelte Sporophylle. Der obere Teil des Cauloids setzt sich im blattartigen Phylloid als abgeflachte, 1–3 cm breite Mittelrippe fort. Das mehr oder weniger pyramidenförmige Phylloid ist in zahlreiche breite Blattlappen von 50–80 cm Länge zerteilt.
Im Sommer werden die Sporen freigesetzt. Sie werden verbreitet, setzen sich fest und keimen zu mikroskopisch kleinen Gametophyten aus, auf denen im Spätwinter bei geeigneter Temperatur, Lichtstärke und Wassertiefe die Spermien und Eizellen heranreifen. Die befruchtete Eizelle wächst wieder zum großen Tang heran.

## Vorkommen und invasives Verhalten

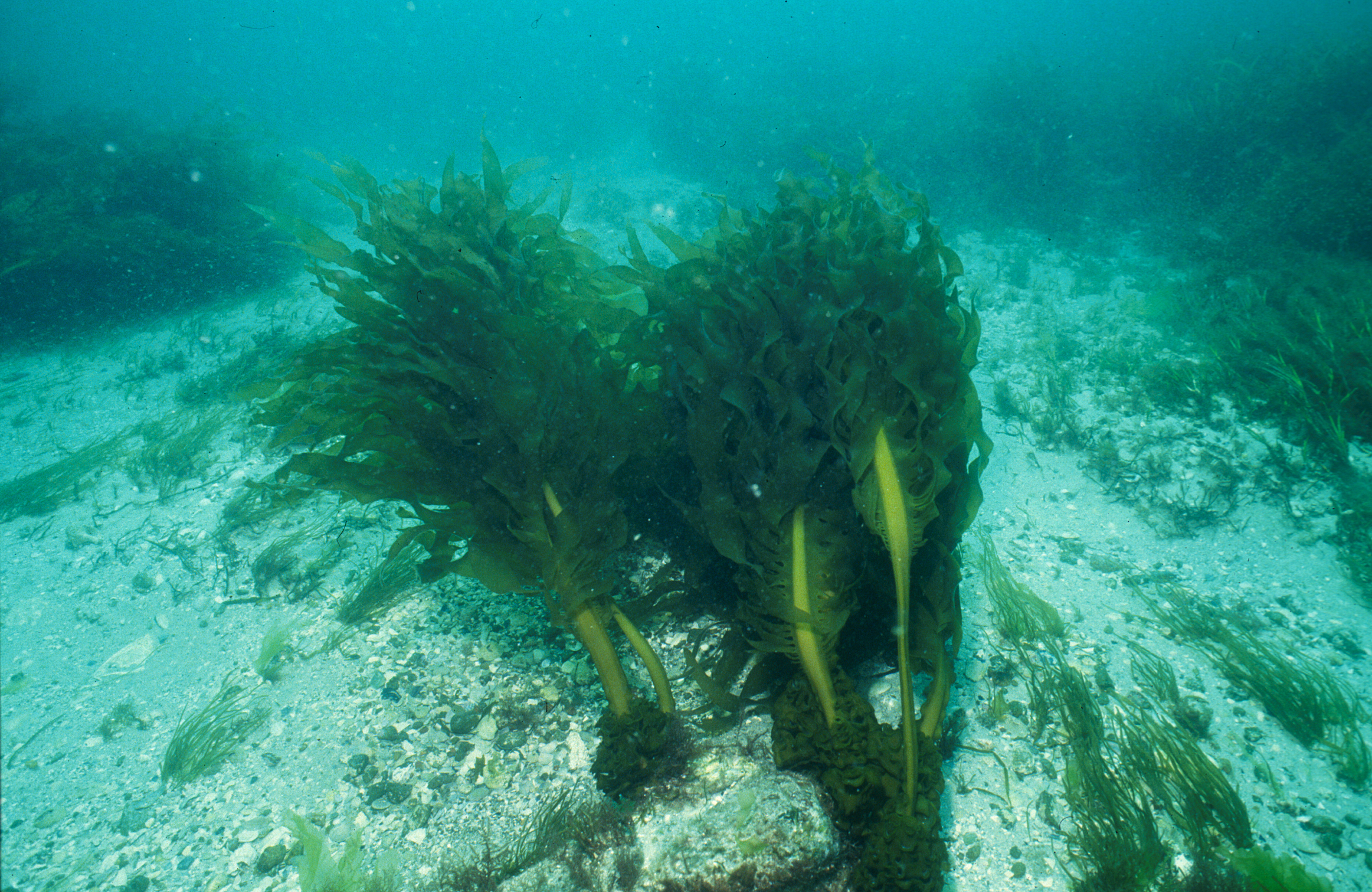
Tangwald aus Undaria pinnatifida an der Küste von Australien

Undaria pinnatifida ist ursprünglich an den kalt-gemäßigten Meeresküsten des West-Pazifik (China, Japan und Korea) heimisch. An den Küsten von Neuseeland, Tasmanien und Argentinien wurde sie vermutlich durch Fischereiflotten aus Südostasien eingeschleppt. Nachdem sie in der Bretagne zur kommerziellen Nutzung eingeführt worden war, hat sie sich als invasive Art inzwischen auch im Nordost-Atlantik (Südküste Englands, Frankreich, Spanien) und im Mittelmeer weit verbreitet.
Undaria pinnatifida wächst in der unteren Gezeitenzone und im Bereich wenige Meter unterhalb der Niedrigwasserlinie. Sie bevorzugt geschütztere Stellen und ist oft in Yachthäfen, an Bojen oder schwimmenden Hafenstrukturen zu finden. In Venedig überwuchert sie die unteren Stufen zum Markusplatz und die Ankerketten der Haltestellen des Wasserverkehrs.
Undaria pinnatifida besiedelt sehr schnell neue Substrate und bildet einen dichten, einjährigen Kelpwald. Durch ihren üppigen Aufwuchs, beispielsweise auf Fischkäfigen oder Muschelkulturen, kann Undaria pinnatifida zum lästigen Problem für Meeresfarmen werden. Außerdem kann sie einheimische Arten verdrängen. Daher wurde sie auf die Liste der 100 gefährlichsten Neobiota gestellt. An der deutschen Küste kommt die Art zurzeit noch nicht vor, wurde aber 2013 auf die "Warnliste in Deutschland noch nicht vorkommender invasiver Tiere und Pflanzen" gesetzt.

## Systematik
Die Erstbeschreibung erfolgte 1860 durch William Henry Harvey als Alaria pinnatifida. Willem Frederik Reinier Suringar stellte die Art in die Gattung Undaria, deren Typusart sie ist. Ein weiteres Synonym ist Ulopteryx pinnatifida (Harvey) Kjellm..

## Nutzung

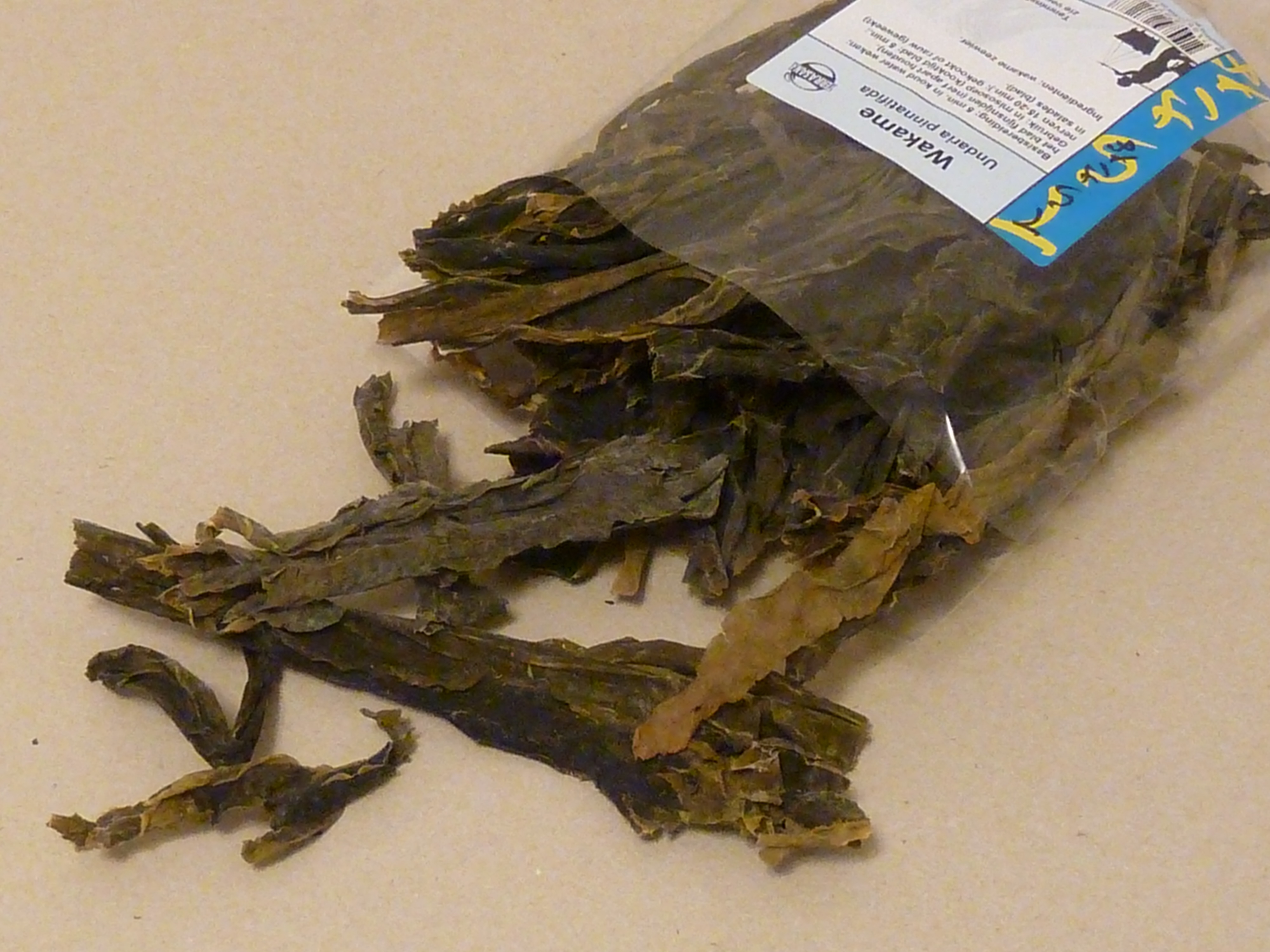
Getrocknete Wakame

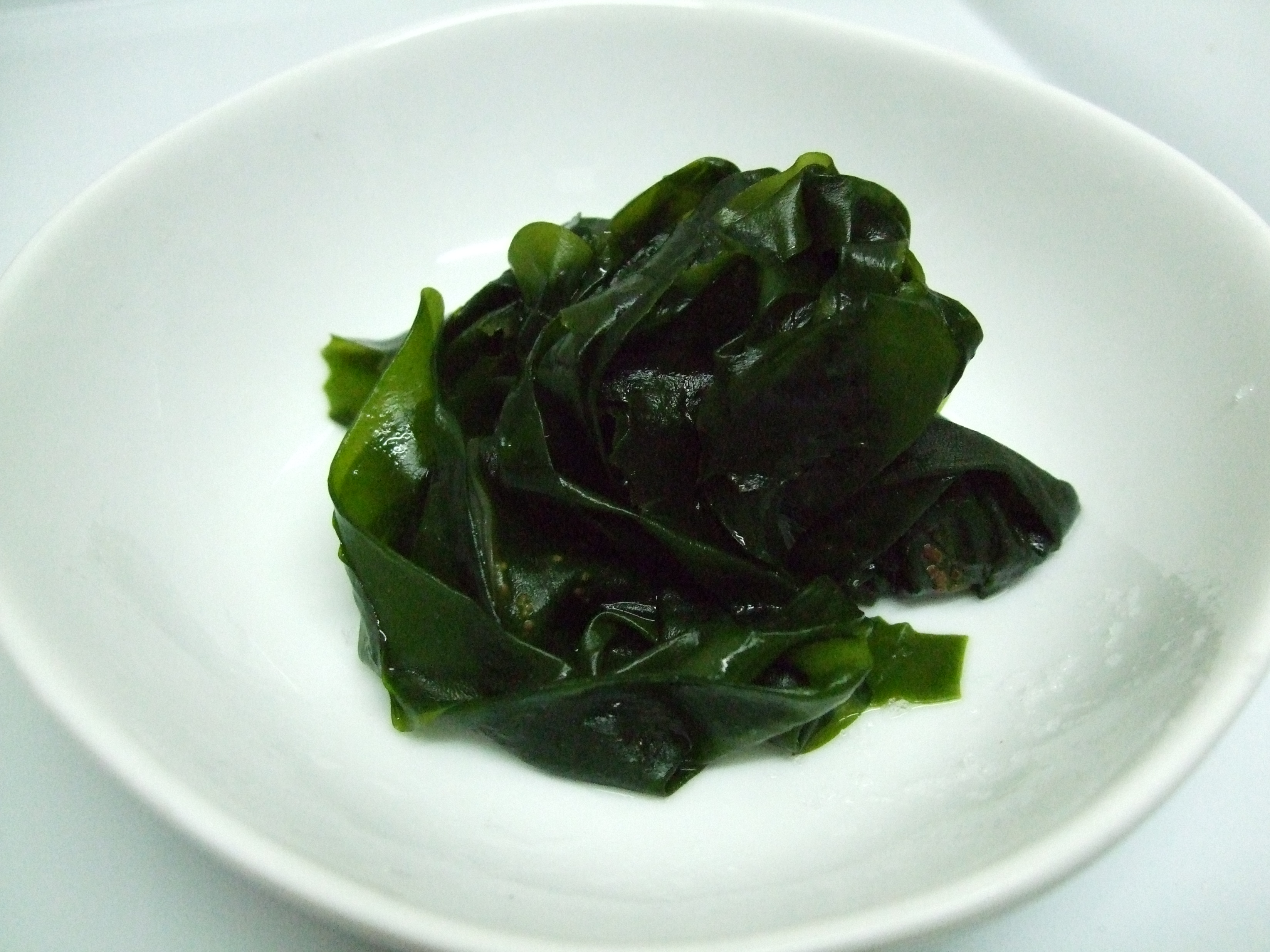
Gekochte Wakame

In Japan, Korea und China besitzt Undaria pinnatifida eine beträchtliche wirtschaftliche Bedeutung als Algen-Nahrungsmittel. In Japan ist sie als „Wakame“ bekannt (japanisch 若布, 和布 oder ワカメ), in Korea als „miyeok“ (kor. 미역), und in China als „Qundaicai“ (chin. 裙带菜). 
In Japan ist Wakame bedeutender als die Laminaria-Arten; Undaria pinnatifida wird dort seit der Nara-Zeit kultiviert. Zur Erhöhung der Produktion in Wildbeständen wurden früher zusätzliche Steine eingebracht oder Felsen zertrümmert, um die besiedelbare Oberfläche zu vergrößern. Aus natürlichen Beständen konnten 1960–1969 jährlich 40.000–60.000 t Frischgewicht geerntet werden. Seit Anfang der 1960er Jahre wird die Alge an langen Seilen kultiviert, die mit den Sporophyllen besetzt sind. Die Erträge betrugen 1976 etwa 20.000 t Frischgewicht aus Wildbeständen und 127.000 t aus Kulturen. Die geernteten Algen werden gewaschen und in getrocknetem Zustand vermarktet.
Wakame dient in der japanischen Küche häufig als Zutat für Suppen, beispielsweise für Miso-Suppe, die dadurch ein kräftigeres Aroma erhält. Wakame wird auch geröstet (Yaki-wakame), halbfeucht mit Reis oder mit Zuckerhülle (Ito-wakame) zubereitet. Als Salat mit Sesam (Goma-wakame) wird es auch außerhalb Japans gern zu Sushi gereicht. Wakame-Salat aus gekochtem, feingeschnittenem Wakame mit etwas Sesamöl, Chili und Sesamsamen wird auch als chuka wakame bezeichnet und meist in gefrorenem Zustand verkauft.
In der koreanischen Küche wird diese Alge für Suppen (zum Beispiel Miyeok-guk), Breie und Salate genutzt. Die Salate gibt es in unterschiedlichster Form und Zubereitung – oft wird Sesam zur Verfeinerung verwendet.
In China ist Undaria pinnatifida weniger beliebt als die Laminaria-Arten und wird in geringerem Umfang genutzt. 
Auch in der Bretagne wurde die Alge zeitweise erfolgreich an Seilen kultiviert.

## Inhaltsstoffe
Wakame ist iodhaltig (10–20 mg/100 g Trockensubstanz Iod), daneben enthält es unter anderem auch Alginsäure.
Der Inhaltsstoff Fucoidan könnte vorbeugende Wirkung gegen Krebs haben. Das Fucoxanthin aus Wakame bewirkte bei Mäusen eine verstärkte Fettverbrennung.